# Comuna Sveti Đurđ, Varaždin
Sveti Đurđ este o comună în cantonul Varaždin, Croația, având o populație de 3.804 locuitori (2011).

## Demografie
Componența etnică a comunei Sveti Đurđ
     Croați (98,63%)
     Necunoscut (0,08%)
     Neclasificat (1,1%)
Componența confesională a comunei Sveti Đurđ
     Catolici (96,85%)
     Necunoscută (1,5%)
     Alte religii (1,66%)
Conform recensământului din 2011, comuna Sveti Đurđ avea 3.804 locuitori. Din punct de vedere etnic, majoritatea locuitorilor (98,63%) erau croați. Apartenența etnică nu este cunoscută în cazul a 0,08% din locuitori. Din punct de vedere confesional, majoritatea locuitorilor (96,85%) erau catolici. Pentru 1,5% din locuitori nu este cunoscută apartenența confesională.